# HTC Desire 820
HTC Desire 820 – smartfon tajwańskiego producenta HTC Corporation.

## Specyfikacja techniczna
Telefon wyposażony w ośmiordzeniowy procesor Qualcomm Snapdragon 615 8939 o taktowaniu 1,5 GHz na rdzeń. Wspomagany przez 2 GB pamięci RAM. Wyświetlaczem jest 5,5-calowy ekran Super LCD o rozdzielczości 720 × 1280 px, co daje zagęszczenie 267 pikseli na jeden cal wyświetlacza. Systemem operacyjnym jest Android w wersji 4.4.2 KitKat z możliwością aktualizacji systemu do wersji 6.0.1. Został wykorzystany akumulator litowo-polimerowy o pojemności 2600 mAh.